# Guam Soccer Association
Guam Soccer Association – organizacja piłkarska, działająca na Guamie. Od 1992 r. należy do konfederacji AFC, a od 1996 r. do FIFA. Jest odpowiedzialna za organizację rozgrywek Guam Soccer League.